# ابیویل (کلرادو)
ابیویل، کلورادو (به انگلیسی: Abbeyville, Colorado) در ایالات متحده آمریکا است که در کلرادو واقع شده‌است.